# Језерска златовчица
Златовчица језерска  (лат. Salvelinus alpinus), је миграциона слатководна риба која припада фамилији Salmonidae
- Латински назив: Salvelinus alpinus

- Локални називи: Златовчица језерска

- Макс. дужина: 75

- Макс. маса: 10

- Време мреста: од октобра до јануара

## Опис и грађа
Златовчица језерска  на телу има неправилно и ретко распоређене флеке – мрље розикасте боје. леђа су јој зеленкастоцрне боје, а спуштајући се према боковима, боја се прелива у сребрнкасту. Трбух је бео. Златовчица језерска има врло ситну крљушт која чврсто належе на тело, па је тешко уочљива. Обод – руб грудних, трбушних, као и подрепних пераја је беле боје. У периоду мреста боја се мало мења – постаје за нијансу тамнија.

## Навике, станиште, распрострањеност
Златовчица језерска је становник мора који у периоду мреста мигрира у слатке воде, мада на Балкану постоје и типично слатководне форме – немиграционе, и оне су насељене у Бохињском и Великом Пливском језеру. Златовчица језерска је типични становник хладних и чистих, кисеоником веома богатих вода. 
У Србији се млађ ове врсте узгаја у мрестилиштима, а затим пушта у језера и водене акумулације у којима су повољни услови за њен даљи развој. 

## Размножавање
Златовчица језерска полно сазрева од 3 до 5 година. Мрести се на шљунковитом или песковитом дну језера, у периоду од октобра до јануара. Уз саму обалу, у плићаку, полаже 3 000 до 6000 јаја, која у пречнику имају око 5 mm. Развој ембриона у јајним опнама, у зависности од временских прилика, траје око два месеца (65 до 72 дана). 